# Robert Spies (Tennisspieler)
Robert Cleon Spies (auch Spiess, Spieß; * 17. Februar 1891 in Moskau, Russisches Kaiserreich; † 22. Oktober 1982 in Bremen) war ein deutscher Tennisspieler.

## Leben
Spies wurde 1891 als Sohn des Ölindustriellen und späteren Generaldirektors des staatlichen rumänischen Petroleumkonzerns „Steaua Romana“ Georg Spies (1861–1926) in Moskau geboren. Er wurde 1912 deutscher Tennis-Meister und nahm an den Olympischen Spielen 1912 in Stockholm sowohl im Einzel, als auch im Doppel, auf Rasen teil. Dabei erreichte er im Einzel die zweite Runde und schied dort gegen seinen Landsmann Heinrich Schomburgk aus. Mit Luis Heyden im Doppel war er im Viertelfinale den Böhmen Ladislav Žemla und Jaroslav Just unterlegen. Im selben Jahr wurde Spies deutscher Meister im Herren-Einzel. 1914 spielte er das einzige Mal bei den Wimbledon Championships und verlor in der ersten Runde.
Spies war Mitglied im Akademischen SV Dresden und im Bremer Tennisverein von 1896. 1919 wurde ein Immobilienbüro unter dem Namen Robert C. Spies in Bremen gegründet, das bis heute besteht.

## Familie
Spies heiratete 1921 Emily Achelis (1897–1984), eine Tochter des Kaufmanns und Lederfabrikanten Johannes Achelis und dessen Ehefrau Althée (geb. Frerichs). Aus der Ehe gingen eine Tochter (Irmgard, * 1922, verheiratet mit dem Architekten und Professor an der TH Bremen Fritz Wittenberg) sowie die Söhne Georg (* 1923) und Andree (* 1928) hervor.